# Жодних великих чарів
«Жодних великих чарів» (англ. No Great Magic) — науково-фантастичне оповідання Фріца Лайбера, вперше опубліковане в грудні 1963 року журналом «Galaxy Magazine». Продовження роману «Безмежний час».

## Сюжет
Театральна трупа виступає у Центральному парку Нью-Йорка.
Новачок-костюмер Грета помічає деяку відмінність від звичайних виступів, хоча трупа буде грати «Макбет» Шекспіра, частина акторів одягнена у костюми вистави «Королева Єлизавета» Максвела Андерсона. Актори виконують по 2-3 ролі перевдягаючи костюми і нерідко йдуть перепочивати у ряди глядачів.
Зрештою виявляється, що більшість глядачів теж у вікторіанському одязі і поміж них присутня королева Єлизавета.
Актори втягують королеву у свою виставу, що викликає невдоволення її придворних.
Перелякану Грету трупа теж задіює в одній із ролей і вона бачить викрадення і вбивство трупою королеви Єлизавети.
Її місце одразу ж займає одна з актрис. Вбитою є одна із чергових підмін Єлизавети з боку Змій.
За куліси приходить один із глядачів і вимагає пояснити, як трупа вкрала сюжет із його думок. Це Шекспір.
Побачивши знаки Павуків, Грета згадує смерь свого коханого Еріха фон Хохенвальда, після якого їй стерли пам'ять.
Трупа (загін Павуків) вирушає до свого наступного завдання у Стародавній Рим.

## Зв'язок з іншими творами
Твори Фріца Лайбера про війну змін між Зміями та Павуками:
- Безмежний час
- Спробуй змінити минуле
- Ранок прокляття
- Хід конем